# نارانگومووا
نارانگومووا (به لاتین: Narangomuwa) یک منطقهٔ مسکونی در سری‌لانکا است که در استان مرکزی (سری‌لانکا) واقع شده‌است.